# Body Checks
Body Checks war eine deutsche Oi!-Band aus Moers, die von 1983 bis 1985 bestand. Sie galt als eine der ersten Skinhead-Bands Deutschlands. In den 1990ern reanimierten zwei Mitglieder die Gruppe wieder und veröffentlichten 1998 ein zweites Album. Aufgrund einer Indizierung durch die Bundesprüfstelle für jugendgefährdende Schriften (BPjS) wird die Band oftmals dem Rechtsrock zugeordnet.

## Bandgeschichte
Nach der ersten Auflösung der Beck’s Pistols (später: Pöbel & Gesocks) gründete Bassist Willi Wucher 1983 die Skinhead-Band Body Checks. Nach mehreren Demos erschien 1984 auf Rock-O-Rama das Debütalbum Tätowiert + Kahlgeschoren, das am 30. April 1993, acht Jahre nach Auflösung der Band, von der Bundesprüfstelle für jugendgefährdende Schriften (BPjS) indiziert wurde. Das Debütalbum wurde unter anderem wegen des auf dem Backcover befindlichen Hakenkreuz-Graffitos indiziert. Die Kategorisierung als Rechtsrock erfolgte nur aufgrund der Zugehörigkeit zur Skinhead-Szene, die die Behörde in ihrer Begründung pauschal als ausländerfeindlich, gewalttätig und rechtsradikal bezeichnete. Die Gruppe selbst äußerte sich nie ausländerfeindlich, laut Klaus Farin ist die Kategorisierung als Rechtsrock als falsch anzusehen.

## Nach der Auflösung
Jürgen Drenhaus, mehrfach wegen Körperverletzung vorbestraft, reaktivierte zusammen mit Peter Vogel die Band für die Veröffentlichung Brutal Deluxe auf Torsten Lemmers Label Funny Sounds. Die Veröffentlichung war ganz klar dem Rechtsrock zuzuordnen. Drenhaus war zu dieser Zeit auch Redakteur des Rechtsrock-Magazins Rock Nord. Willi Wucher kehrte zu Beck’s Pistols zurück, die sich wenig später auf Grund einer Klage von Beck’s in Pöbel & Gesocks umbenannten. Wucher gab später an, die Band sei patriotisch, aber nie eine Nazi-Band gewesen. Damals positionierte sich die Band auf der Seite der Skins. Als die Bandmitglieder merkten, dass sie immer mehr zur rechten Szene gezählt wurden, löste sich die Band eigenen Angaben nach auf.

## Diskografie

### Demos
- 1984: Ü Raum
- 1984: Demo 1984
- 1988: Demo 1988

### Alben
- 1984: Tätowiert + Kahlgeschoren (LP, Rock-O-Rama, indiziert)[8]
- 1998: Brutal Deluxe (CD, Funny Sounds)

### Kompilationen
- 2009: Unser Kampf (Rock-O-Rama)